# 島津忠朝 (豊州家)
島津 忠朝（しまづ ただとも、文正元年（1466年） - 天文9年3月3日（1540年4月9日））は、室町時代後期から戦国時代にかけての薩摩国の武将。島津氏豊州家3代当主。島津忠廉の子。通称は二郎三郎、右馬介。官は豊後守。子に島津忠広（4代当主）。父・忠廉と同様に、何度か京へ上って肖柏や真存から古今集の伝授を受けている。

## 生涯
文正元年（1466年）、薩摩島津氏の分家である豊州家2代当主・島津忠廉の子として誕生。
延徳2年（1490年）、父・忠廉の死去により家督を継ぎ3代当主となる。
明応5年（1495年）、島津宗家11代当主・島津忠昌の家老である平田兼宗が反乱を起こした際には鎮圧を命じられ、兼宗の居城である大隅岩弘城を攻略。この功績により大隅串良の領土を安堵される。天文元年（1532年）、北郷忠相・北原久兼と連合して伊東氏領の三俣院高城を大軍で攻め、伊東軍に深刻な被害を与えた。
ところが、島津宗家において薩州家の島津実久と相州家の島津忠良・貴久親子との間で家督を巡った争いが起きると、忠朝は両者の和議を図るも失敗、実久側に味方することになった。志布志の新納氏は実久からの誘いを拒んだため、天文7年（1538年）に忠朝らは北郷氏らとともにこれを攻撃し、志布志城に迫ると新納氏を追放した。志布志を手に入れた忠朝はここへ移り、長子の忠広に飫肥を任せた。
忠良・貴久父子が薩摩半島を掌握して対立を深めていく中で、天文9年3月3日（1540年4月9日）死去。享年75。墓は飫肥・安楽寺跡（日南市板敷）と永徳寺（串間市北方）。